# فرناندو خيمينيز
فرناندو خيمينيز (بالإسبانية: Fernando Giménez)‏ (10 يوليو 1984 في باراغواي - ) هو لاعب كرة قدم باراغواياني في مركزي مركز الجناح ‏ والوسط، شارك في كوبا ليبرتادوريس وكوبا سود أمريكانا والدوري الإكوادوري لكرة القدم. وشارك مع منتخب باراغواي لكرة القدم. أما مع النوادي، فقد لعب مع نادي إيميلك وناسيونال أسونسيون وبويرتو مونت ‏ وأونيفرسيداد دي كونسيبسيون ‏.

## وصلات خارجية
- فرناندو خيمينيز على موقع قاعدة بيانات كرة القدم.إي يو (الإنجليزية)
- فرناندو خيمينيز على موقع ناشيونال فوتبول تيمز (الإنجليزية)
- فرناندو خيمينيز على موقع Soccerway.com (الإنجليزية)
- فرناندو خيمينيز على موقع عالم كرة القدم.نت (الإنجليزية)
- فرناندو خيمينيز على موقع AS.com (الإسبانية)